# Beta Leonis Minoris
Beta Leonis Minoris (β LMi / 31 Leonis Minoris / HD 90537) es una estrella en la pequeña constelación de Leo Minor de magnitud aparente +4,20. A pesar de ser la única en esta constelación que lleva letra griega —no existe la estrella «Alfa»— es sólo la segunda más brillante después de Praecipua (46 Leonis Minoris). Se encuentra a 146 años luz de distancia del sistema solar.
Beta Leonis Minoris es una binaria espectroscópica compuesta por una gigante amarilla de tipo espectral G9IIIb (Beta Leonis Minoris A) y una enana amarilla de tipo F8V (Beta Leonis Minoris B). La estrella gigante tiene una temperatura superficial de 5075 K y una luminosidad 36 veces mayor que la del Sol. Su radio es 7,8 veces más grande que el radio solar y su masa se estima en algo menos de dos masas solares.
Beta Leonis Minoris B es, con una temperatura de 6200 K, más caliente que su compañera.
Posee una luminosidad 5,8 veces superior a la luminosidad solar.
Con un radio doble que el del Sol, su masa es un 35% mayor que la solar.
El período orbital de esta binaria es de 38,62 años, variando la separación entre las dos estrellas entre 5,4 UA y 27 UA a lo largo de una órbita sumamente excéntrica (ε = 0,75).
La metalicidad del sistema es igual a la del Sol ([Fe/H] = 0,00) y su edad se estima en 980 millones de años.